# پابیلونیس
پابیلونیس (به ایتالیایی: Pabillonis) یک کومونه در ایتالیا است که در استان مدیو کامپیدانو واقع شده‌است. پابیلونیس ۳۷٫۶ کیلومتر مربع مساحت و ۲٬۹۶۰ نفر جمعیت دارد و ۴۲ متر بالاتر از سطح دریا واقع شده‌است.